# La rivincita di Natale
(Franco Mattioli)
(E.M. Cioran, citato nell'introduzione del film)
La rivincita di Natale è un film del 2004 scritto e diretto da Pupi Avati.
Uscito al cinema il 30 gennaio 2004, è il sequel, a quasi vent’anni di distanza, di Regalo di Natale, girato nel 1986 dallo stesso Avati.
Nel 2017 il film ha avuto anche uno spin-off dal titolo Chi salverà le rose?, incentrato sull'avvocato Santelia.

## Trama
Franco Mattioli, ripresosi dalla truffa di 17 anni prima, è ora un ricco imprenditore proprietario di una catena di cinema in Lombardia. A una festa conosce il dottor Renato Delai, sedicente oncologo, che si rivela un appassionato del gioco d'azzardo e in particolare della loro storica partita, di cui conosce quasi tutti i dettagli. Delai rivela di esserne stato messo al corrente da Lele Bagnoli, ora suo paziente gravemente malato di cancro. Franco si reca quindi subito a Bologna per incontrare Lele, Stefano e Ugo, cercando di persuadere quest'ultimo a ricontattare l'avvocato Santelia, così da poter organizzare la rivincita della partita di 17 anni prima; inoltre, svela a Stefano gli accadimenti successivi alla famosa partita: la bruciante sconfitta lo portò alla separazione dalla moglie, e l'ex suocero, pur di non vederlo più, gli sottoscrisse una fideiussione da 500 milioni di lire, che egli sfruttò per saldare i debiti e salvare così la sua sala cinematografica, riuscendo a riprendersi.
Franco rintraccia Ugo e riesce a convincere il vecchio "amico" a partire per la Calabria in cerca dell'avvocato: Ugo riesce a rintracciarlo e, seppure a fatica, a convincerlo a prendere parte alla rivincita. Poiché Ugo è troppo sospetto, Franco cerca intanto di istruire Lele, sempre più confuso e insicuro, a fare la parte del baro in suo favore. Nel frattempo Elisa, la giovane moglie di Delai invaghita di Franco, lo raggiunge a Bologna e passa alcune notti con lui, dicendosi poi preoccupata per l'eventualità che il marito scopra il tradimento. Franco decide di affittarle una camera d'albergo con la promessa che tornerà a riprenderla la mattina seguente la sfida, e prima di andare, pur di lasciarle vivere l'atmosfera natalizia anche in un posto così solitario e triste, le porta in camera un presepe con su una stella di natale e un carillon, che aziona inserendo la spina nella presa prima di andar via.
Finalmente sono tutti e cinque al tavolo da gioco, nella villa del compagno di Stefano, preparata per l'occasione come l'ultima volta. Franco è già sotto di diverse migliaia di euro quando, dopo una telefonata del vero professor Delai e grazie alle informazioni di un suo amico, ha la conferma di quanto già sospettava: il falso Delai non è altro che un finanziatore di bische clandestine, e Lele ha finto la malattia per incastrarlo. Franco rivela a Ugo quanto scoperto; questi lo invita ad andarsene e a rinunciare alla rivincita. Al contrario, Franco si ripresenta al tavolo e decide di smascherare Lele, togliendogli il suo appoggio finanziario e invitandolo ad andarsene. Messo all'angolo, Lele chiede ben 100 poste per continuare a giocare (un milione di euro) e costringe lo stesso Ugo, con cui era già d'accordo, a rivelarsi come suo complice, facendogli estrarre dalla giacca un mazzo di assegni circolari forniti dal biscazziere. Rivelatisi per quel che sono, due farabutti, Franco si scaglia contro di loro ma viene riportato al tavolo da Stefano e solo allora si può iniziare la vera partita, con Ugo e Lele che stavolta possono giocare pesante, e all'apparenza un solitario e sfiduciato Franco si ritrova con ben tre nemici seduti al suo stesso tavolo. Lele, barando e con l'aiuto di Ugo, riesce a vincere più volte, e Franco appare ormai poco lucido.
Alla vigilia dell'ultima mano, quando mancano ormai solo 8 minuti alla fine delle 4 ore di gioco prefissate, Franco chiede ben 150 poste, lasciando sgomento Stefano - si tratta di un milione e mezzo - che cerca inutilmente di dissuaderlo. L'avvocato fa le carte e serve un full di jack a Ugo, un poker di donne a Lele e un poker d'assi a sé stesso; stranamente egli stesso abbandona la mano, seguito da Stefano, mentre Franco cambia ben 4 carte e rilancia per un milione di euro. Stefano, per evitare che perda tutto, cerca invano di far annullare la mano per le condizioni di Franco, visibilmente alterato dalla frustrazione e dalla vodka. Ugo, Lele e Franco si giocano tutto e, rivelati i punti, Lele è già convinto di aver vinto senza neanche aver visto le carte di Franco, che lo lascia di stucco con 4 assi.
Si scoprirà poi che Franco era d'accordo con Santelia (che gli ha servito i 4 assi da un mazzetto parallelo precedentemente preparato) e con Stefano (che aveva sottolineato l'apparente stato d'alterazione di Franco solo per indurre i due a buttarsi). Ugo e Lele se ne vanno sconfitti dopo aver perso tutto, mentre Franco divide la vincita con Stefano e l'avvocato. Il piano dei due era lasciare che Santelia e Franco si scannassero tra loro, per poi attaccare insieme il vincitore. L'avvocato, nel corso delle diverse mani, aveva ben notato gli scambi di carte tra Ugo e Lele ma li aveva lasciati fare per fargli credere di non essere contro di loro. Santelia chiede quindi a Franco come ha fatto a scoprire l'inghippo, e lui spiega che in realtà fin dall'inizio aveva avuto dei sospetti per due motivi: il falso professor Delai differiva molto da quello che si diceva in giro sul suo conto e inoltre la ragazza scelta per imbonirlo era troppo bella e non si sarebbe mai innamorata di lui nemmeno a vent'anni. Nonostante tutto, Franco si presenterà nell'hotel in cui la finta moglie del falso Delai l'avrebbe dovuto attendere al termine della partita, sperando, forse, di ritrovarla. Franco trova la camera vuota, il letto disfatto e il presepe con la stella di Natale spenta. La riaccende inserendo la spina e dà un'ultima occhiata veloce alla camera, forse a quello che è stato l'ultimo atto che lo lega al suo passato, chiude la porta e va via.

## Colonna sonora
Composta, arrangiata e diretta da Riz Ortolani con Stefano Bollani al pianoforte.